# Carrapichana
Carrapichana is een plaats (freguesia) in de Portugese gemeente Celorico da Beira en telt 269 inwoners (2001).